# Silnice II/212
Silnice II/212 je česká silnice II. třídy, která vede ze Staré Vody přes Lázně Kynžvart a Kynšperk nad Ohří na hraniční přechod Luby–Wernitzgrün. Je dlouhá 48,7 km. Prochází jedním krajem a dvěma okresy. Je jednou hlavních silnic vedoucích přes Slavkovský les.

## Vedení silnice

### Karlovarský kraj

#### okres Cheb
- Stará Voda (křiž. I/21, III/2111)
- Lázně Kynžvart – u nádraží (III/2112, III/2114)
- Lázně Kynžvart (křiž. III/2115, III/2119, III/2118)
- Lazy (křiž. III/2121)

#### okres Sokolov
- bývalá Horní Žitná (Březová)
- Studánka
- Dvorečky
- Zlatá (začátek peáže s II/606)
- Kamenný Dvůr (III/00632, III/21210, konec peáže s II/606)
- Kynšperk nad Ohří (křiž. III/2123, III/2124)
- Dolní Pochlovice (křiž. III/21216)
- Horní Pochlovice
- Kaceřov (křiž. III/21217)

#### okres Cheb
- Hluboká (křiž. III/21232, III/21233)
- Horka (křiž. III/21237)
- Kopanina
- Nový Kostel (křiž. III/21238, III/21239)
- křiž. II/213
- Spálená (III/21240)
- Dolní Luby
- Luby (křiž. II/218)
- Horní Luby
- Lubenské sedlo

#### státní hranice
- hraniční přechod Luby–Wernitzgrün  /
- navazuje silnice K 7841 směr Markneukirchen-Wernitzgrün